# Multifunktionsgerät

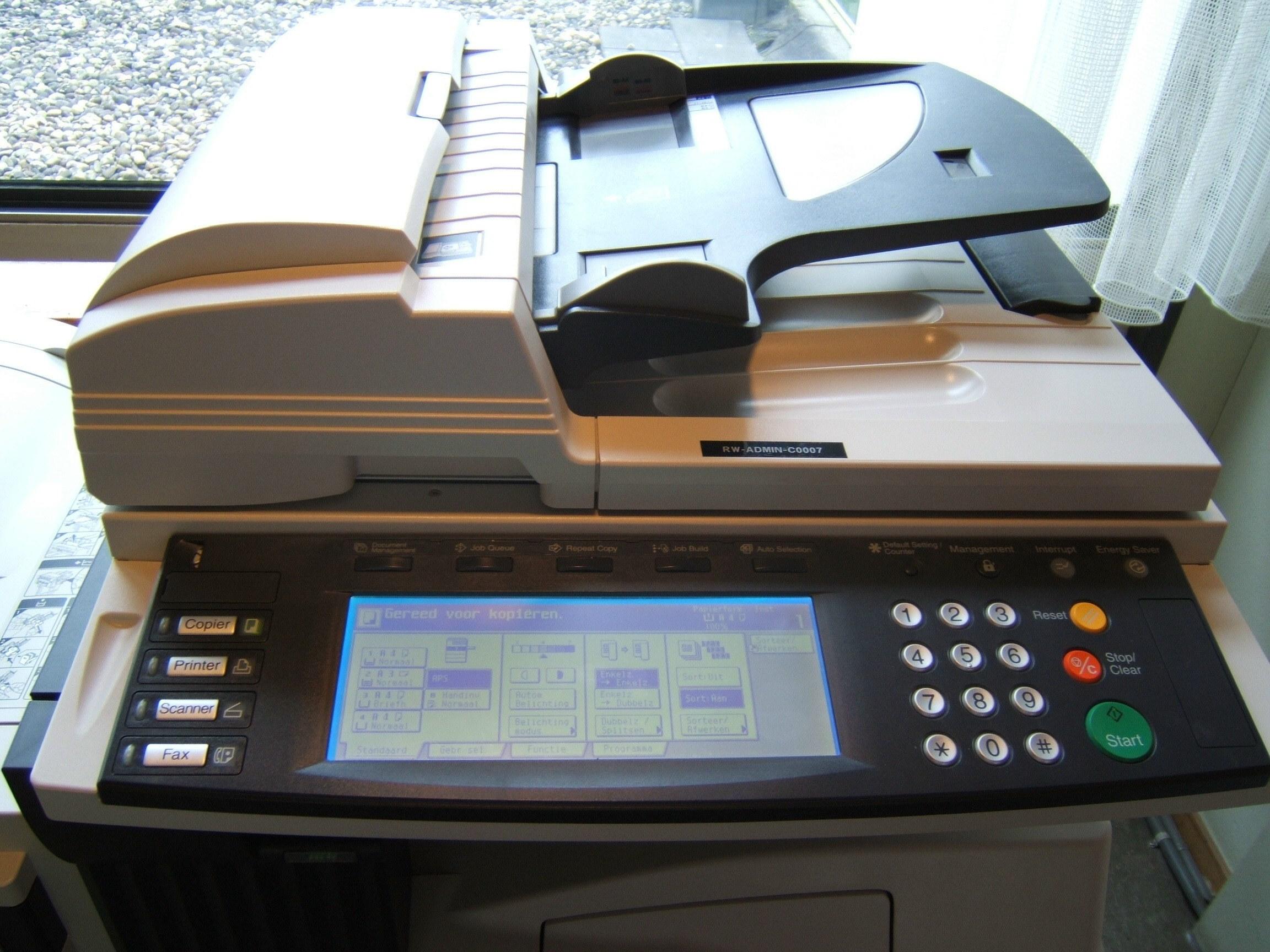
Multifunktionsgerät mit Kopierer, Drucker, Scanner und Faxfunktion von Kyocera

Ein Multifunktionsgerät (auch All-in-one-Gerät, MuFuG, Mufu, Multifunktionsdrucker, MFD oder MFP (für engl. multi-function printer) genannt) vereint die Funktionen von mehreren, ansonsten getrennt anzuschaffenden Geräten in einem Gehäuse. Der Preis ist in der Regel niedriger, als wenn alle Komponenten mit gleicher Qualität und Funktionalität einzeln gekauft werden. Im Jahr 2017 verfügten rund 28 Millionen der Deutschen im eigenen Haushalt über einen Zugang zu einem Multifunktionsgerät, dies wären ungefähr ein Drittel der Bevölkerung.

## Arten von Multifunktionsgeräten
Meist wird diese Bezeichnung für Geräte verwendet, die einen Drucker, einen Scanner, einen Kopierer und teilweise auch ein Fax und dann wiederum teilweise auch ein (Analog-)Telefon durch ein einzelnes Multifunktionsgerät ersetzen.
Einige dieser Geräte arbeiten mit einem internen Tintenstrahldrucker, andere mit einem Laserdrucker. Es gibt in beiden Bereichen Schwarzweiß- und Farbgeräte.
Es gibt eine Reihe weiterer Multifunktionsgeräte, die unter anderen Bezeichnungen laufen, wie beispielsweise das Smartphone.

## Vorteile gegenüber Einzelgeräten
- günstigerer Anschaffungspreis
- geringerer Platzbedarf
- kurze Arbeitswege, da alles in einem Gerät konzentriert ist
- Konsolidierung aller Funktionen in einem Gerät
- Geräte können meist auch arbeiten, ohne an einen PC angeschlossen zu sein, beispielsweise zum Erstellen von Kopien
- einheitliches Bedienungskonzept
- Verwendung einer einzigen Stromquelle, eines Geräteanschlusses sowie Belegung einer Netzwerkdose
- geringerer Energieverbrauch
- Konfiguration nur bei einem Gerät erforderlich

## Nachteile gegenüber Einzelgeräten
- funktionale und qualitative Kompromisse gegenüber spezialisierten Einzelgeräten (so haben zum Beispiel günstige SOHO-Multifunktionsgeräte meist nur einfache CIS-Scanner mit sehr geringer Schärfentiefe)[2]
- Größe und Gewicht sind im Allgemeinen höher als die der jeweiligen Einzelgeräte
- Fehler können sämtliche Funktionen des Geräts beeinträchtigen
- Es muss immer das Gesamtgerät ausgetauscht werden, wenn man ein Teilgerät ersetzen will.